# María Luisa Fuster de Plaza
María Luisa Fuster de Plaza (geboren am 16. August 1919 in Punta Alta; gestorben 1965 in Buenos Aires) war eine argentinische Ichthyologin.

## Leben
Fuster promovierte 1944 bei Professor Emiliano Mac Donagh an der Universidad Nacional de La Plata in Naturwissenschaften. Ihre Dissertation behandelte die Biologie des Dourado (Contribución al conocimiento del dorado Salminus maxillosus – Beiträge zur Kenntnis des Dourado Salminus maxillosus). Bis 1952 arbeitete Fuster in der Generaldirektion für Fischerei des argentinischen Landwirtschaftsministeriums und in Forschungseinrichtungen zur Aquakultur in San Carlos de Bariloche in der Provinz Río Negro und in Plottier in der Provinz Neuquén. In diesen Jahren verfasste sie eine Reihe wissenschaftlicher Veröffentlichungen zur Zucht verschiedener Speisefische.
1953 kehrte Fuster nach Buenos Aires zurück, um im Landwirtschaftsministerium in einer Gruppe von Ichthyologen die einheimischen Sardellen, insbesondere die Argentinische Sardelle (Engraulis anchoita), zu erforschen. Von 1960 bis 1961 betrieb Fuster fischereibiologische Studien in Spanien.
Mit ihrem Kollegen Alberto Nani verfasste sie 1947 die Erstbeschreibung von Hypophthalmus oremaculatus, einer in weiten Teilen Südamerikas verbreiteten und wirtschaftlich bedeutenden Art der Antennenwelse.